# Andreas Hustveit
Andreas Hustveit, född 3 januari 1979, är en norsk längdåkare och skidskytt. Han tävlar i klass LW 8, stående.

## Vinster
- Paralympiska vinterspelen 2006 
  - Guld, längdskidåkning stafett 1x3,75 km + 2x5 km